# Prozvenella
Prozvenella is een geslacht van rechtvleugeligen uit de familie krekels (Gryllidae). De wetenschappelijke naam van dit geslacht is voor het eerst geldig gepubliceerd in 2002 door Gorochov.

## Soorten
Het geslacht Prozvenella omvat de volgende soorten:
- Prozvenella bangalorensis Desutter-Grandcolas, Metrani & Balakrishnan, 2003
- Prozvenella marginipennis Guérin-Méneville, 1844
- Prozvenella ordinaria Gorochov, 2002
- Prozvenella saussureana Chopard, 1969
- Prozvenella similis Chopard, 1969
- Prozvenella soror Chopard, 1969